# Peyton Reed
Peyton Tucker Reed (sinh ngày 3 tháng 7 năm 1964) là một đạo diễn, biên kịch phim người Mỹ.

## Danh sách phim
Điện ảnh
- Bring It On (2000)
- Down with Love (2003)
- The Break-Up (2006)
- Yes Man (2008)
- Ant-Man (2015)
- Ant-Man and the Wasp (2018)
- Ant-Man and the Wasp: Quantumania (2022)